# Elecciones a la Asamblea Regional de Murcia de 1987
Las elecciones a la Asamblea Regional de Murcia de 1987 se celebraron el 10 de junio. En ellas el Partido Cantonal logró el 14,56% en la circunscripción de Cartagena, pero no puedó obtener escaños porque no alcanzó el 5% en el conjunto de la Comunidad. Asimismo durante la legislatura un diputado del CDS pasó al Grupo Mixto.

## Resultados
| ← Elecciones a la Asamblea Regional de Murcia de 1987 → |                                                                   |                |         |       |         |     |
| Presidente y gobierno | Partido                                                           | Candidato      | Votos   | %     | Escaños | +/- |
| - Presidente: Carlos Collado - Gobierno: PSRM-PSOE - Censo: 702.068 - Votantes: 512.444 (73,0%) - Abstención: 189.624 (27,0%) - Válidos: 506.516 - A candidatura: 501.654 (99,0%) | Partido Socialista de la Región de Murcia (PSRM-PSOE)             | Carlos Collado | 221.377 | 43,71 | 25      | -1  |
| - Presidente: Carlos Collado - Gobierno: PSRM-PSOE - Censo: 702.068 - Votantes: 512.444 (73,0%) - Abstención: 189.624 (27,0%) - Válidos: 506.516 - A candidatura: 501.654 (99,0%) | Federación de Partidos de Alianza Popular (FAP)                   |                | 159.566 | 31,50 | 16      | =   |
| - Presidente: Carlos Collado - Gobierno: PSRM-PSOE - Censo: 702.068 - Votantes: 512.444 (73,0%) - Abstención: 189.624 (27,0%) - Válidos: 506.516 - A candidatura: 501.654 (99,0%) | Centro Democrático y Social (CDS)                                 |                | 60.419  | 11,93 | 3       | +3  |
| - Presidente: Carlos Collado - Gobierno: PSRM-PSOE - Censo: 702.068 - Votantes: 512.444 (73,0%) - Abstención: 189.624 (27,0%) - Válidos: 506.516 - A candidatura: 501.654 (99,0%) | Izquierda Unida (IU)                                              | Pedro A. Ríos  | 37.757  | 7,45  | 1       | =a  |
| - Presidente: Carlos Collado - Gobierno: PSRM-PSOE - Censo: 702.068 - Votantes: 512.444 (73,0%) - Abstención: 189.624 (27,0%) - Válidos: 506.516 - A candidatura: 501.654 (99,0%) | Partido Cantonal (PCAN)                                           |                | 17.212  | 3,40  | 0       |     |
| - Presidente: Carlos Collado - Gobierno: PSRM-PSOE - Censo: 702.068 - Votantes: 512.444 (73,0%) - Abstención: 189.624 (27,0%) - Válidos: 506.516 - A candidatura: 501.654 (99,0%) | Partido Regionalista Murciano (PRM)                               |                | 1.976   | 0,39  | 0       |     |
| - Presidente: Carlos Collado - Gobierno: PSRM-PSOE - Censo: 702.068 - Votantes: 512.444 (73,0%) - Abstención: 189.624 (27,0%) - Válidos: 506.516 - A candidatura: 501.654 (99,0%) | Partido de los Trabajadores de España - Unidad Comunista (PCT-UC) |                | 1.918   | 0,38  | 0       |     |
| - Presidente: Carlos Collado - Gobierno: PSRM-PSOE - Censo: 702.068 - Votantes: 512.444 (73,0%) - Abstención: 189.624 (27,0%) - Válidos: 506.516 - A candidatura: 501.654 (99,0%) | Coalición Plataforma Humanista (PH)                               |                | 1.429   | 0,28  | 0       |     |
| - Presidente: Carlos Collado - Gobierno: PSRM-PSOE - Censo: 702.068 - Votantes: 512.444 (73,0%) - Abstención: 189.624 (27,0%) - Válidos: 506.516 - A candidatura: 501.654 (99,0%) | En blanco                                                         | N/A            | 4.862   | 1,00  | N/A     | N/A |
| - Presidente: Carlos Collado - Gobierno: PSRM-PSOE - Censo: 702.068 - Votantes: 512.444 (73,0%) - Abstención: 189.624 (27,0%) - Válidos: 506.516 - A candidatura: 501.654 (99,0%) | Nulos                                                             | N/A            |         |       | N/A     | N/A |

a Respecto a los resultados del PCE en 1983.

### Investidura del Presidente de la Región de Murcia
| Candidato                                | Fecha                                                   | Voto       |    |    |   |   | Total |
| ---------------------------------------- | ------------------------------------------------------- | ---------- | -- | -- | - | - | ----- |
| Carlos Collado (PSOE)                    | 20 de julio de 1987 Mayoría requerida: Absoluta (23/45) | Sí         | 25 |    |   |   | 25/45 |
| Carlos Collado (PSOE)                    | 20 de julio de 1987 Mayoría requerida: Absoluta (23/45) | No         |    | 16 |   | 1 | 17/45 |
| Carlos Collado (PSOE)                    | 20 de julio de 1987 Mayoría requerida: Absoluta (23/45) | Abstención |    |    | 2 |   | 2/45  |
| Faltó a la votación un diputado del CDS. |                                                         |            |    |    |   |   |       |

## Por circunscripciones
| Circunscripción | 1.ª | 2.ª | 3.ª | 4.ª | 5.ª | Total |
| --------------- | --- | --- | --- | --- | --- | ----- |
| PSOE            | 5   | 5   | 9   | 4   | 2   | 25    |
| AP              | 2   | 4   | 8   | 1   | 1   | 16    |
| CDS             | -   | 1   | 2   | -   | -   | 3     |
| IU              | -   | -   | 1   | -   | -   | 1     |